# Millebosc
Millebosc ist eine französische Gemeinde mit 238 Einwohnern (Stand: 1. Januar 2022) im Département Seine-Maritime in der Region Normandie. Sie gehört zum Arrondissement Dieppe, zum Kanton Eu und ist Teil des Kommunalverbands Villes Sœurs. Seit Januar 2007 ist Christine Rodier Bürgermeisterin. Die Einwohner werden Millebostiers genannt.

## Geographie
Millebosc ist ein Wald- und Bauerndorf am Ufer der Bresle inmitten des Waldgebiets Forêt d’Eu. Es liegt 31 Kilometer östlich von Dieppe, sechs Kilometer von Gamaches und 13 Kilometer von Eu entfernt.

### Nachbargemeinden
| Monchy-sur-Eu    | Incheville           | Gamaches (Arrondissement Abbeville) |
| Le Mesnil-Réaume | Kompass              | Longroy                             |
| Melleville       | Melleville Guerville | Guerville                           |

## Bevölkerungsentwicklung
Die Bevölkerungsanzahl ist durch Volkszählungen seit 1793 bekannt. Die Einwohnerzahlen bis 2005 werden auf der Website der École des Hautes Études en Sciences Sociales veröffentlicht.
| Jahr | Bevölkerungsanzahl |
| ---- | ------------------ |
| 1962 | 260                |
| 1968 | 248                |
| 1975 | 217                |
| 1982 | 214                |
| 1990 | 250                |
| 1999 | 244                |
| 2006 | 272                |
| 2015 | 255                |

## Sehenswürdigkeiten
- Die Kirche Saint-Wandrille aus dem 13. Jahrhundert wurde nach dem Klostergründer und Missionar Wandregisel benannt.

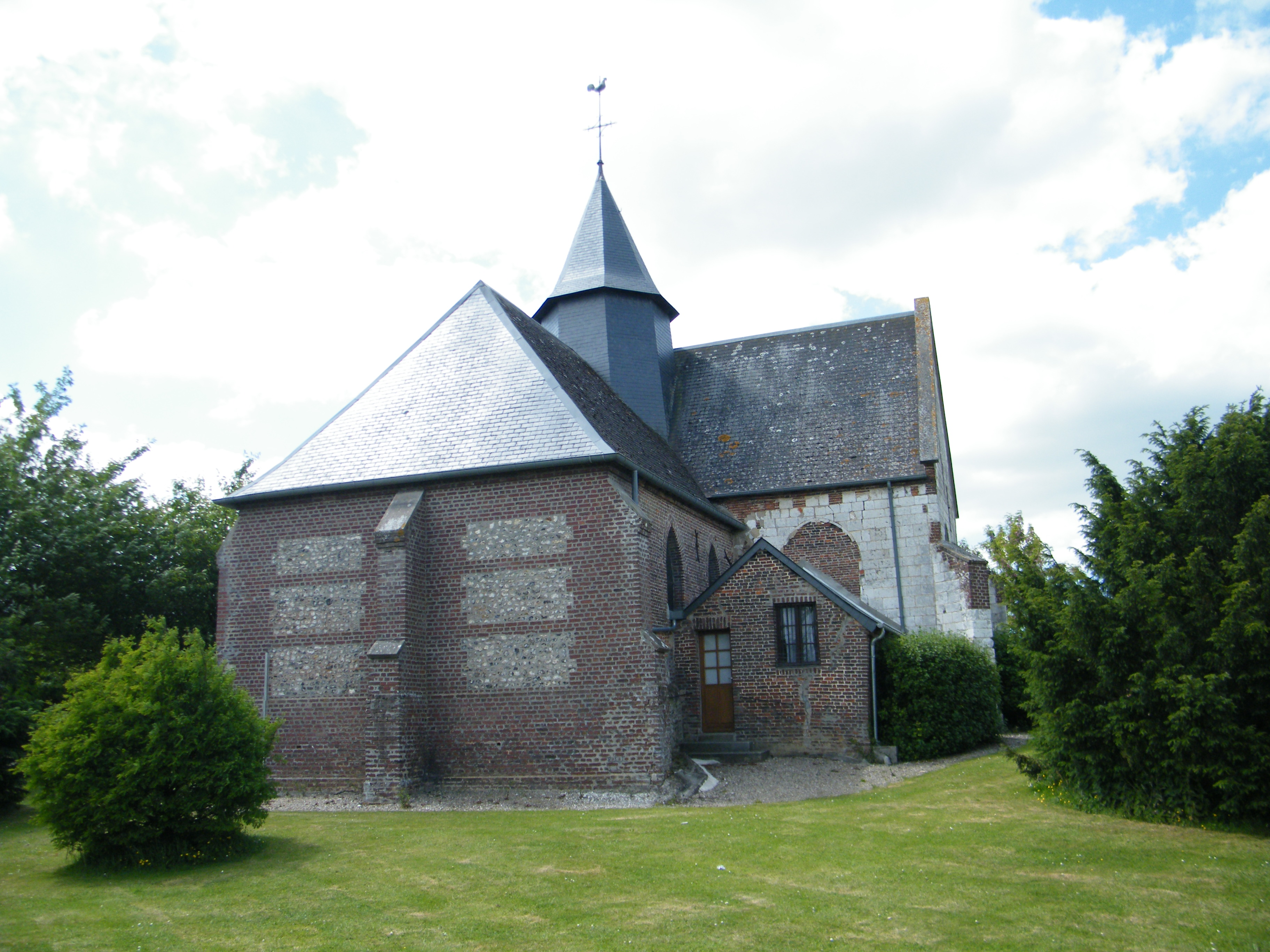
Kirche Saint-Wandrille
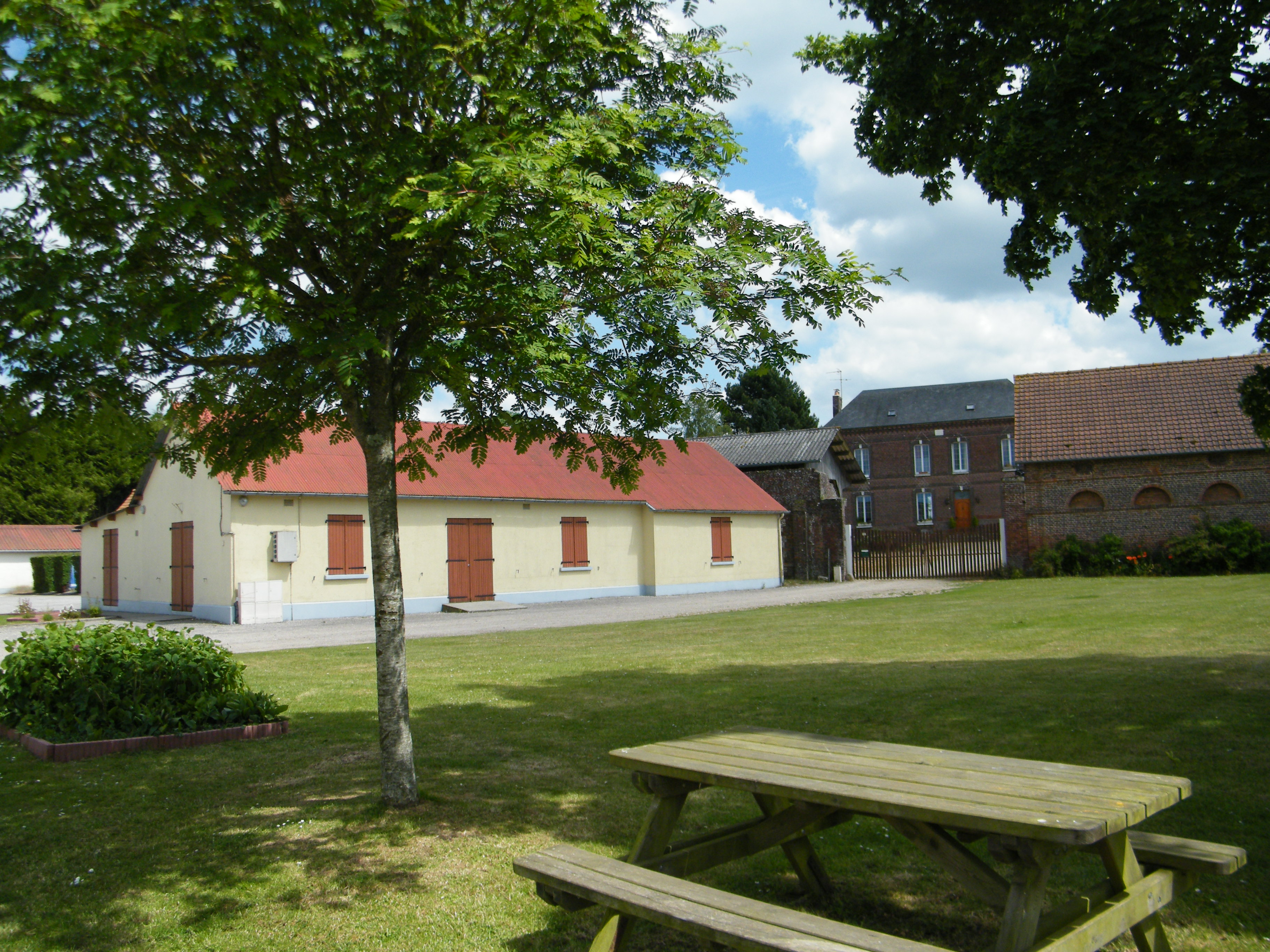
Mehrzweckhalle
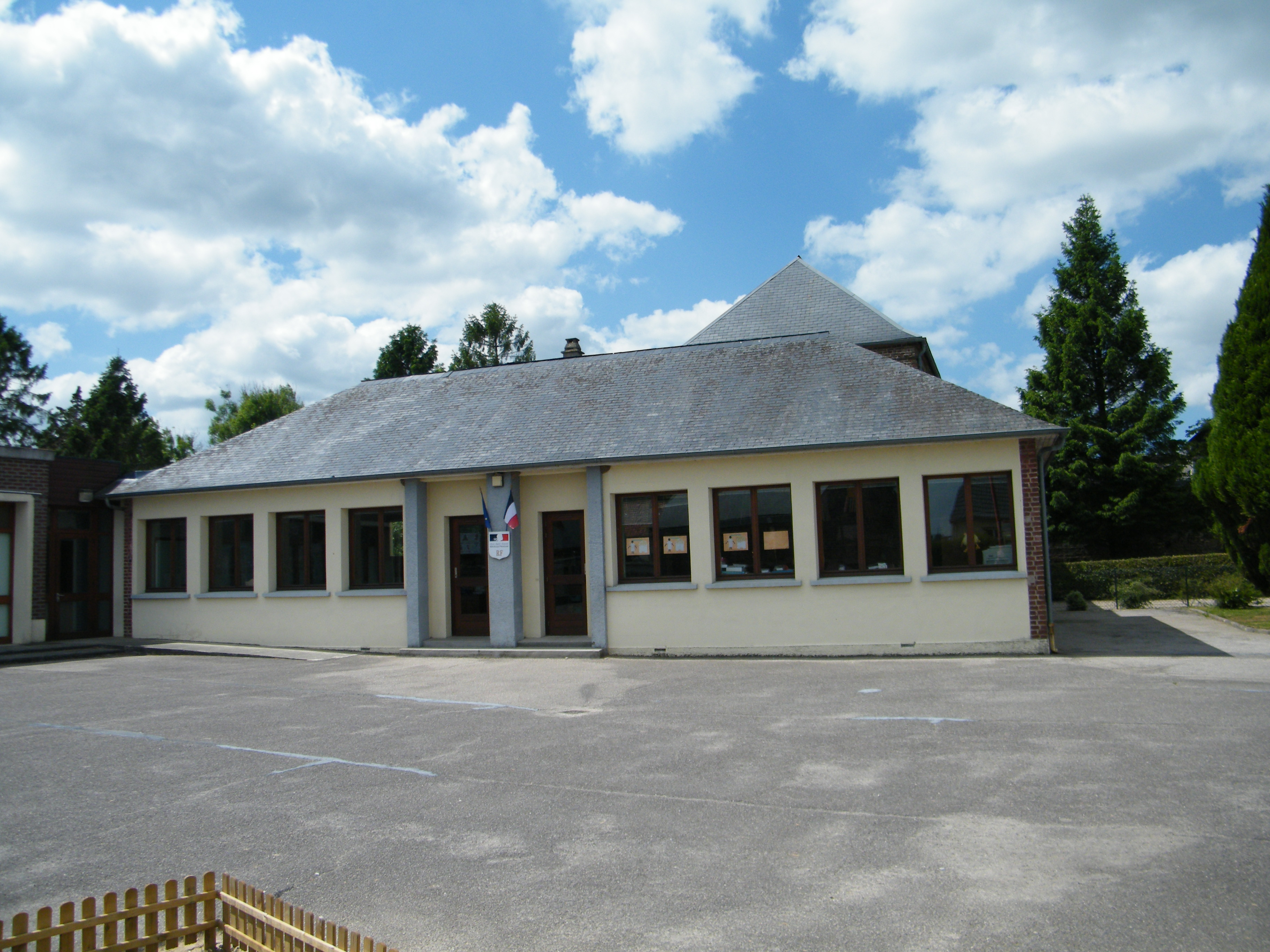
Schule